# Trypetisoma bicincta
Trypetisoma bicincta är en tvåvingeart som först beskrevs av Meijere 1910.  Trypetisoma bicincta ingår i släktet Trypetisoma och familjen lövflugor. Inga underarter finns listade i Catalogue of Life.